# شهرداری گازی بابا
شهرداری گازی بابا (به لاتین: Gazi Baba Municipality) یک منطقهٔ مسکونی در مقدونیه شمالی است که در Skopje Statistical Region واقع شده‌است. شهرداری گازی بابا ۷۲٬۶۱۷ نفر جمعیت دارد.